# Klaus Frenzel
Klaus Frenzel (* 18. September 1947 in Reichenbach/Oberlausitz; † 8. Juli 2025) war ein deutscher Schauspieler und Puppenspieler.

## Leben
Klaus Frenzel studierte von 1968 bis 1972 Schauspiel an der Theaterhochschule „Hans Otto“ Leipzig. Bis 1976 war er als Schauspieler am Landestheater Dessau engagiert, von 1977 bis 1980 als künstlerischer Leiter, Puppenspieler und Regisseur am Puppentheater in Dessau. Ab 1980 war er Leiter und Puppenspieler der Sparte Puppenspiel am Staatstheater Schwerin. 1987 erhielt er einen Darstellerpreis des Ministers für Kultur für Der Weltuntergang beim nationalen Figurentheaterfestival in Magdeburg. Er gab Gastspiele auf internationalen Festivals in Bochum und Hamburg.
Ab 1997 war Frenzel Puppenspieler am Puppentheater des Theaters Junge Generation in Dresden. Unterdessen übernahm er auch Rollen als Schauspieler in Film und Fernsehen sowie an Theatern in Dresden und arbeitete als Synchronsprecher in den MDR-Studios.

## Stücke (Auswahl)
- Der Zauberspiegel
- Dornröschen
- Das Mäuseken Wackelohr
- Hänsel und Gretel
- Nussknacker und Mausekönig